# Stenus alpicola
Stenus alpicola är en skalbaggsart som beskrevs av Fauvel. Stenus alpicola ingår i släktet Stenus och familjen kortvingar. Inga underarter finns listade i Catalogue of Life.